# Angelo Franzosi
Angelo Franzosi (7. listopad 1921 Milán, Italské království – 8. únor 2010 Milán, Itálie) byl italský fotbalový brankář a trenér.
V roce 1941 odchytal první zápas za Ambrosianu. Za Nerazzurri nastupoval deset let. V roce 1951 odešel do druholigového Janova. V sezoně 1952/53 vyhrál druhou ligu a postoupil do nejvyšší ligy, kde hrál další tři roky. Kariéru zakončil ve třetí lize v dresu Lecca v roce 1957.
Za reprezentaci odchytal dva zápasy.

## Hráčská statistika
| Sezóna  | Klub             | Liga      | Liga   | Liga       | Ligové poháry | Ligové poháry | Ligové poháry | Kontinentální poháry | Kontinentální poháry | Kontinentální poháry | Celkem | Celkem |
| Sezóna  | Klub             | Soutěž    | Zápasy | Obdr. Góly | Soutěž        | Zápasy        | Góly          | Soutěž               | Zápasy               | Góly                 | Zápasy | Góly   |
| ------- | ---------------- | --------- | ------ | ---------- | ------------- | ------------- | ------------- | -------------------- | -------------------- | -------------------- | ------ | ------ |
| 1941/42 | Ambrosiana-Inter | Serie A   | 18     | -29        | -             | 0             | -0            | -                    | 0                    | -0                   | 18     | -29    |
| 1945/46 | Inter            | 1. divize | 40     | -37        | -             | 0             | -0            | -                    | 0                    | -0                   | 40     | -37    |
| 1946/47 | Inter            | Serie A   | 36     | -54        | -             | 0             | -0            | -                    | 0                    | -0                   | 36     | -54    |
| 1947/48 | Inter            | Serie A   | 39     | -57        | -             | 0             | -0            | -                    | 0                    | -0                   | 39     | -57    |
| 1948/49 | Inter            | Serie A   | 27     | -26        | -             | 0             | -0            | -                    | 0                    | -0                   | 27     | -26    |
| 1949/50 | Inter            | Serie A   | 17     | -29        | -             | 0             | -0            | -                    | 0                    | -0                   | 17     | -29    |
| 1950/51 | Inter            | Serie A   | 14     | -12        | -             | 0             | -0            | -                    | 0                    | -0                   | 14     | -12    |
| 1951/52 | Janov            | Serie B   | 33     | -29        | -             | 0             | -0            | -                    | 0                    | -0                   | 33     | -29    |
| 1952/53 | Janov            | Serie B   | 27     | -18        | -             | 0             | -0            | -                    | 0                    | -0                   | 27     | -18    |
| 1953/54 | Janov            | Serie A   | 33     | -46        | -             | 0             | -0            | -                    | 0                    | -0                   | 33     | -46    |
| 1954/55 | Janov            | Serie A   | 30     | -36        | -             | 0             | -0            | -                    | 0                    | -0                   | 30     | -36    |
| 1955/56 | Janov            | Serie A   | 1      | -4         | -             | 0             | -0            | -                    | 0                    | -0                   | 1      | -4     |
| Celkově | Celkově          | Celkově   | 315    | -377       | -             | 0             | -0            | -                    | 0                    | -0                   | 315    | -377   |

## Úspěchy

### Klubové
- 1× vítěz 2. italské ligy (1952/53)

### Reprezentační
- 1× na MP (1948–1953)